# Busstation Verdilaan

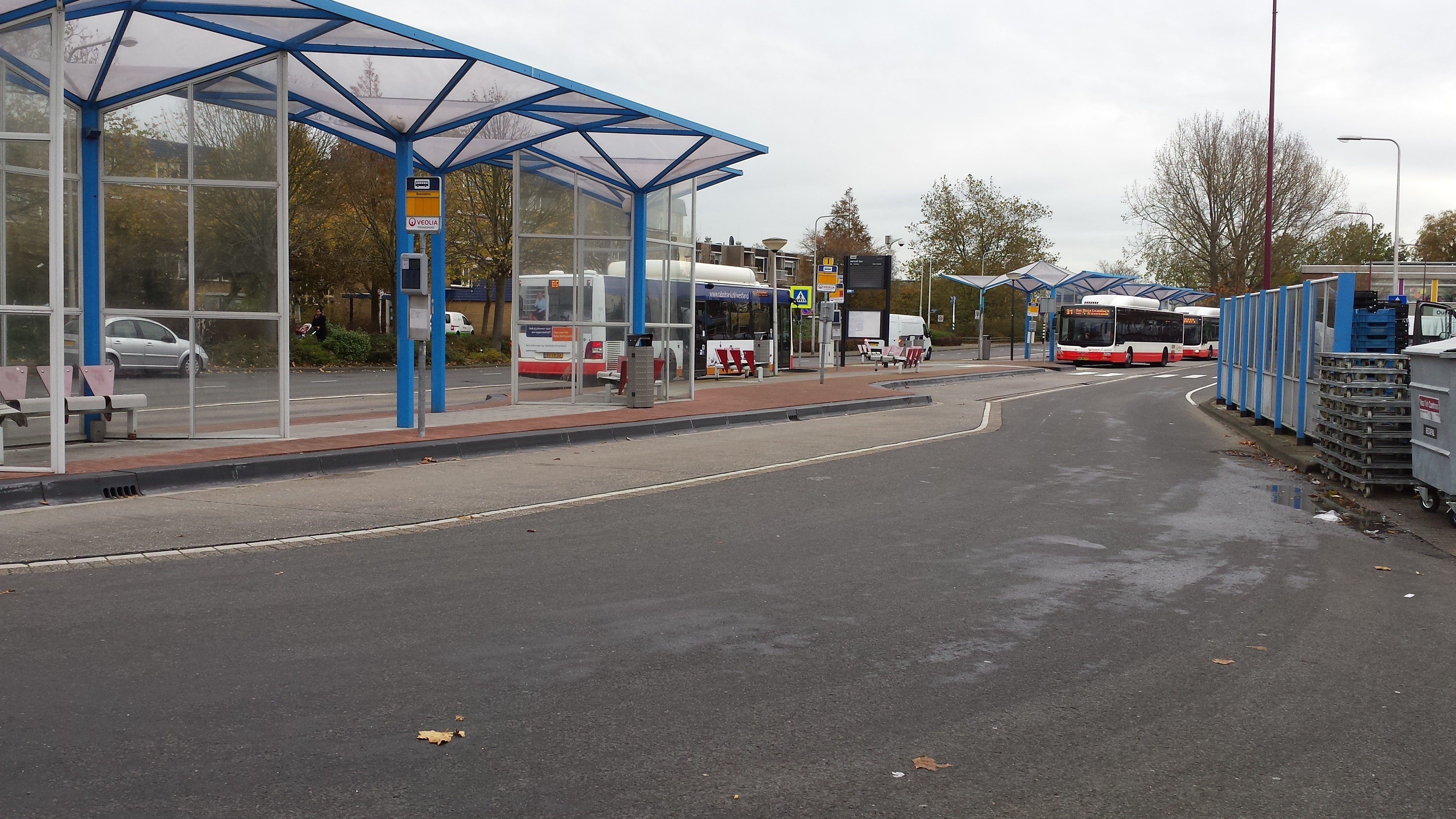
Busstation Naaldwijk Verdilaan, met de overkappingen.

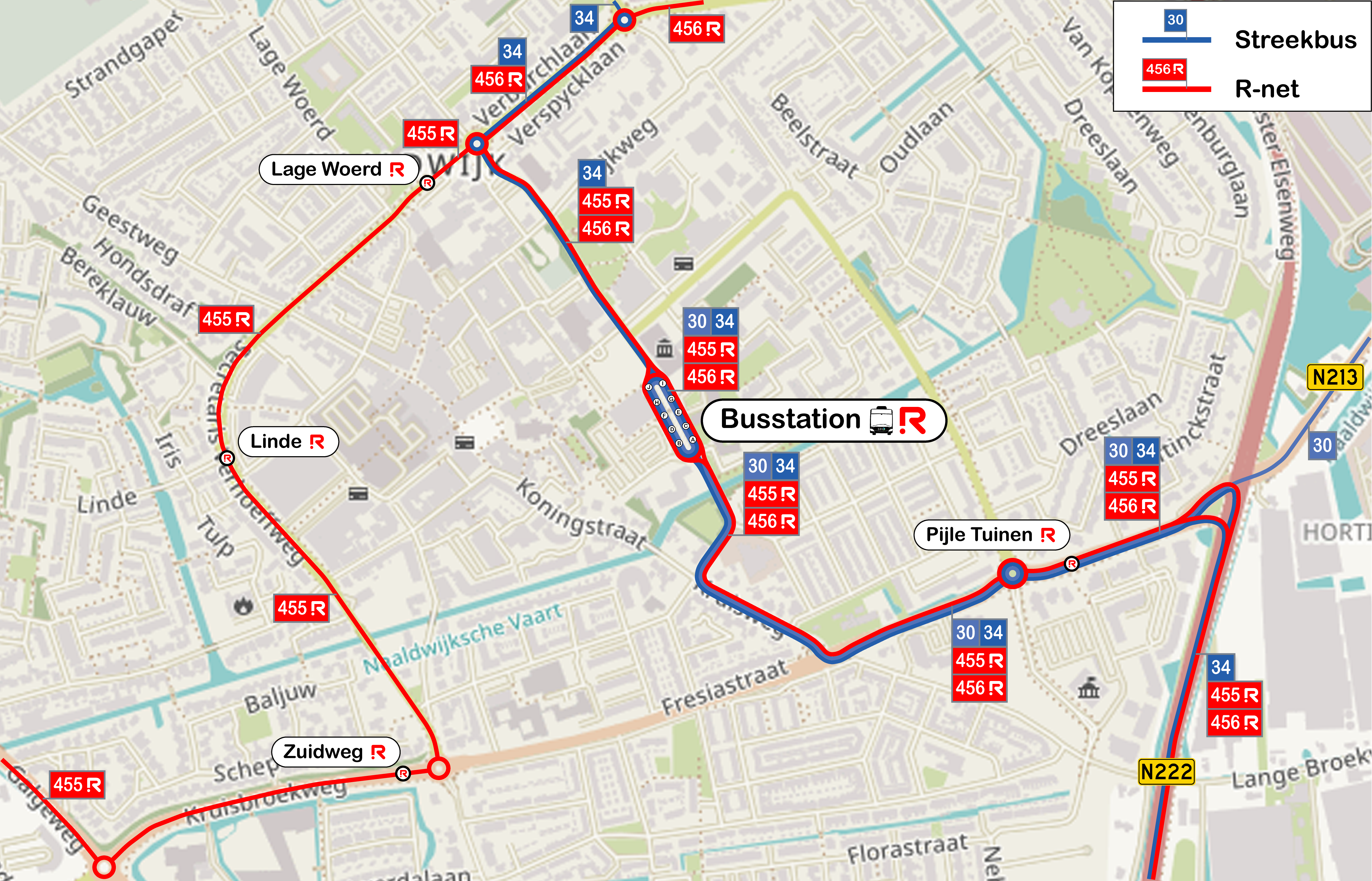
Lijnen van EBS in de omgeving van Busstation Verdilaan (situatie 9 januari 2022).

Busstation Verdilaan is een busstation in Naaldwijk in de Metropoolregio Rotterdam Den Haag in de Nederlandse provincie Zuid-Holland.
Dit busstation ligt in het centrum van Naaldwijk en centraal in het Westland. Het ligt aan de gelijknamige straat Verdilaan.
Elk halfuur komen alle lijnen tegelijk samen op dit busstation, hierdoor biedt elke lijn een overstap. Vanaf dit busstation kan er naar alle plaatsen in het Westland gereden worden. In de spitsuren rijden de lijnen 30, 455 en 456 elk kwartier en lijn 34 elk halfuur. De lijnen worden gereden door EBS.
| Perron | Lijn | Bestemming                 | Via | Bijzonderheden                       |
| ------ | ---- | -------------------------- | --- | ------------------------------------ |
| A      |      |                            | | Uitwijkhalte                         |
| B      |      |                            | | Uitwijkhalte                         |
| C      | 34   | Maassluis, Station Centrum | Maasdijk | Rijdt niet 's avonds en op zondag.   |
| D      | 30   | Zoetermeer, Centrum-West   | Honselersdijk, Kwintsheul, Wateringen, Rijswijk (Station), Ypenburg (Station), Leidschenveen Centrum, SnowWorld |                                      |
| E      | 455  | Zoetermeer, Centrum-West   | De Lier, Schipluiden, Den Hoorn, Station Delft, Delft Zuidpoort, TU Delft, Delfgauw, Pijnacker                  | Deze lijn is een onderdeel van R-net |
| F      | 455  | 's-Gravenzande, De Brug    | | Deze lijn is een onderdeel van R-net |
| G      | 456  | Schiedam, Station Centrum  | Maasland (Viaduct)                                                                                              | Deze lijn is een onderdeel van R-net |
| H      | 456  | Den Haag, Leyenburg        | Honselersdijk, Poeldijk                                                                                         | Deze lijn is een onderdeel van R-net |
| I      |      |                            | | Uitwijkhalte                         |
| J      | 34   | Monster, Emmaplein         | | Rijdt niet 's avonds en op zondag.   |